# 임대규 (기수)
임대규(1966년 4월 5일 ~ 2007년 8월 11일)은 대한민국의 경마 기수이다.
1993년 뚝섬배 대상경주, 1995년 한국마사회장배 대상경주, 2005년 코리안오크스 대상경주에서 우승했다.
사단법인 한국경마기수협회 회장으로 활동하던 2007년 8월 11일 서울경마공원에서 열린 토요경마 주행중에 말에서 떨어져 후속 말의 뒷발에 머리를 차이고 평촌 한림대 성심병원으로 옮겨졌지만 6시 58분에 두개골 골절 등 두부 외상으로 인해 사망했다.
당시 서울경마공원의 응급의료 인력이 응급구조사 자격증도 없는 아르바이트생으로 밝혀져 한국마사회가 많은 비난을 받았다.